# Oideterus pallidus
Oideterus pallidus es una especie de escarabajo longicornio del género Oideterus, categorizada en la tribu Anacolini, de la subfamilia Prioninae. Fue descrita por Galileo en 1987.
El período de actividad en ejemplares adultos se presenta regularmente entre agosto y noviembre.

## Descripción
Mide 15,6-17 mm de longitud.

## Distribución
Se distribuye por América del Sur: en Colombia.